# Carea chlorostigma
Carea chlorostigma är en fjärilsart som beskrevs av George Francis Hampson 1893. Carea chlorostigma ingår i släktet Carea och familjen trågspinnare. Inga underarter finns listade i Catalogue of Life.